# السرويس

تعديل مصدري - تعديل

السرويس هي إحدى حارات حي الظهار بمدينة إب اليمنية، بلغ تعداد سكانها 120 نسمة حسب تعداد اليمن لعام 2004.